# Neoanalthes nebulalis
Neoanalthes nebulalis là một loài bướm đêm trong họ Crambidae.